# 국립철도박물관 (위스콘신주)

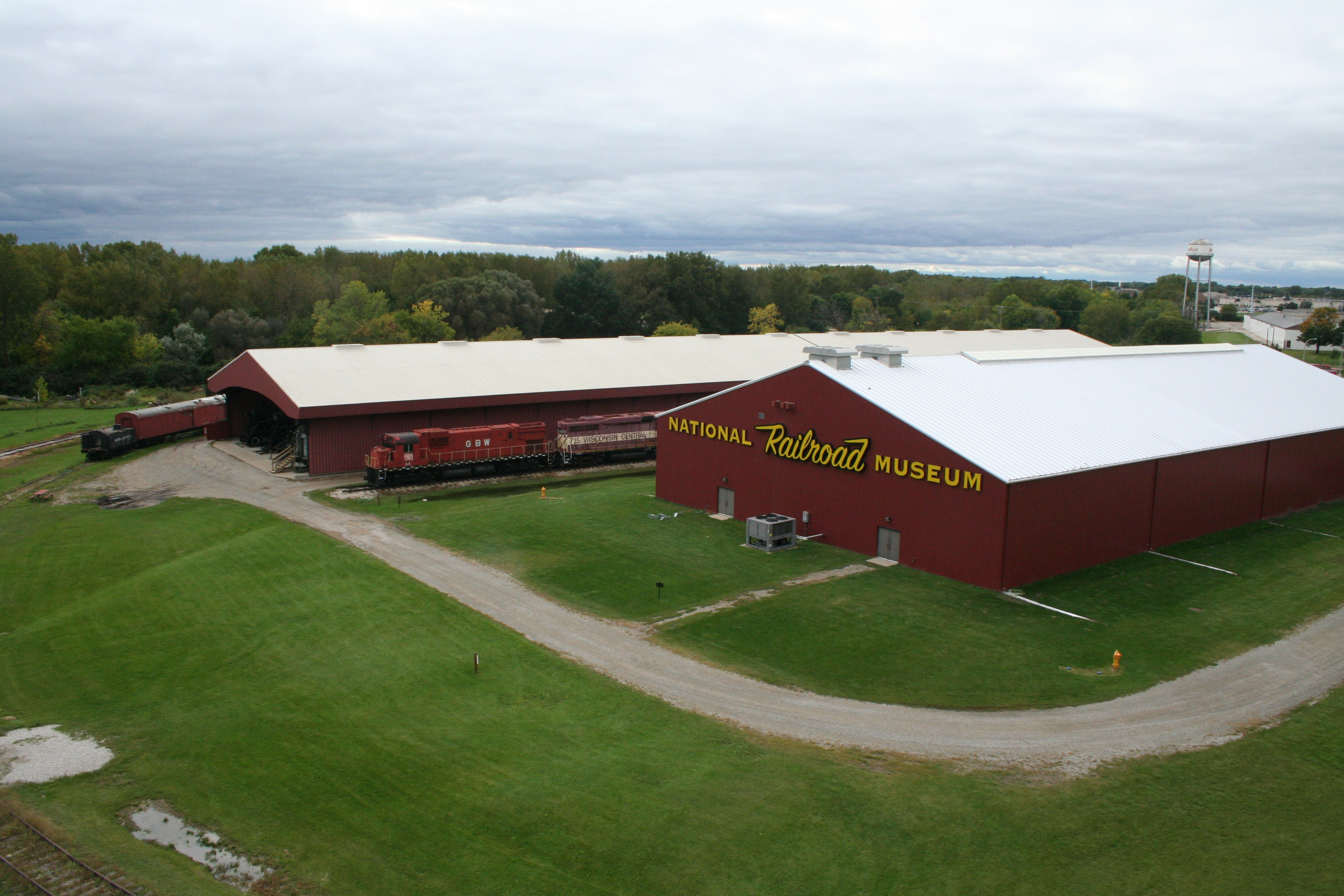
미국 국립 철도박물관

미국 국립 철도박물관(영어: National Railroad Museum)은 미국 위스콘신주 그린베이에 위치한 철도 박물관으로, 미국에서 규모가 가장 크다.

## 개요
1956년에 세워졌고, 2년 뒤인 1958년에 미 의회에서 국립 박물관으로 인정받았다. 이후 철도에 대한 이해와 철도가 미국 국민의 삶에 끼칠 이익을 교육시키고자, 철도 교육 기관으로 운영하고 있다. 현재는 운행을 멈춘 증기 기관차를 자료로 수집하는 등의 노력으로 연간 약 7만 5천명의 관광객이 찾고 있으며, 12명의 전문 직원과 100여명의 일반 직원이 해설을 제공한다.

## 전시물

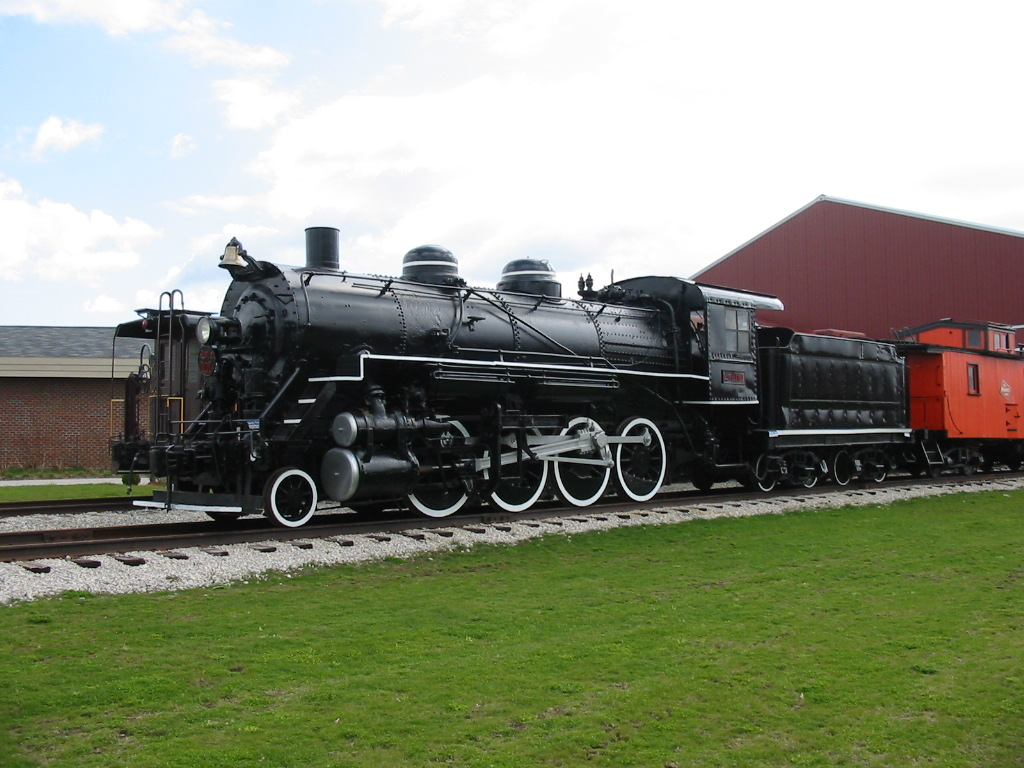
소리형 증기 기관차 2-101호

아래의 목록 외에도 다양한 기관차와 객차, 화물차 등이 전시되어 있다.
- 산타페의 차륜 배열이 2-10-4인 5017호 증기 기관차
- 유니언 퍼시픽 철도의 4017호 빅 보이 증기 기관차
- COR(Chesapeake and Ohio Railway)의 2736호 증기 기관차
- LSI(Lake Superior and Ishpeming Railroad)의 차륜 배열이 2-8-0인 24호 증기 기관차
- DMIR(Duluth, Missabe and Iron Range Railway)의 506호 증기 기관차
- PCLC(Pardee and Curtin Lumber Company)의 12호 증기 기관차
- PCMC(Pullman Car and Manufacturing Company)의 29호 증기 기관차
- SOO(Soo Line Railroad)의 차륜 배열이 4-6-2인 2718호 증기 기관차
- SCR(Sumter and Choctaw Railroad)의 차륜 배열이 2-8-2인 102호 증기 기관차
- LNER(London and North Eastern Railway)의 차륜 배열이 4-6-2인 60008호 증기 기관차 (영국 국립 철도박물관에 2012년부터 3년간 임대해 줌)
- 소리형 증기 기관차 2-101호
- CBQ(Chicago, Burlington and Quincy Railroad)의 SD-24형 510호 디젤 기관차
- MILW(Chicago, Milwaukee, St. Paul and Pacific Railroad)의 38A호 디젤 기관차
- MILW의 767호 디젤 기관차
- 펜실베니이아 철도의 4890호 전기 기관차